# داميان أودونيل
داميان أودونيل (بالإنجليزية: Damien O'Donnell)‏ هو كاتب سيناريو ومخرج أيرلندي، ولد في 1967 في دبلن في جمهورية أيرلندا.

## وصلات خارجية
- داميان أودونيل على موقع IMDb (الإنجليزية)
- داميان أودونيل على موقع ألو سيني (الفرنسية)
- داميان أودونيل على موقع أول موفي (الإنجليزية)
- داميان أودونيل على موقع قاعدة بيانات الأفلام السويدية (السويدية)
- داميان أودونيل على موقع قاعدة بيانات الفيلم (الإنجليزية)
- داميان أودونيل على موقع كينوبويسك (الروسية)